# Microchilus carinatus
Microchilus carinatus är en orkidéart som beskrevs av Paul Ormerod. Microchilus carinatus ingår i släktet Microchilus och familjen orkidéer. Inga underarter finns listade i Catalogue of Life.